# Davy Crockett's Explorer Canoes
Davy Crockett Explorer Canoes, Beaver Brothers Explorer Canoes ou Indian Canoes (fermé) sont des attractions des parcs Disney.
L'attraction a été fermée en France, en Floride et en Californie dans les années 1990 (malgré la réouverture dans ce dernier) pour des raisons économiques. Chaque canoë nécessite deux cast-members ce qui est une charge importante comparée à la capacité de l'attraction.
Cette attraction est officiellement la seule où les visiteurs du parcs sont obligés de « travailler » car ce sont eux qui y pagaient.

## Les attractions

### Disneyland

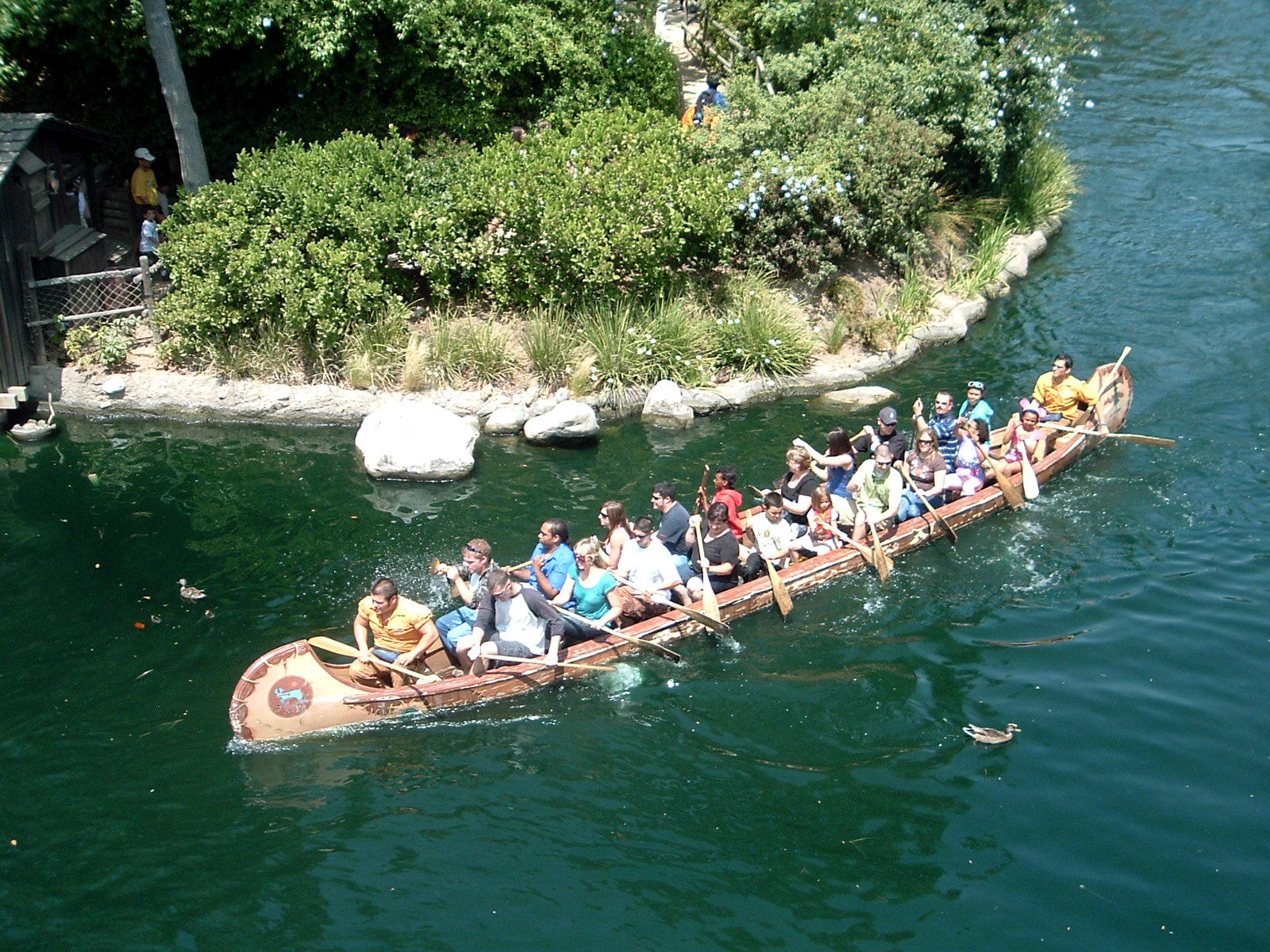
Canoës à Disneyland.

L'attraction ouvrit en 1956 sous le nom Indian War Canoes avec l'Indian Village, une reproduction d'un village nord-amérindien en bordure des Rivers of America dans la zone de Frontierland.
Le 19 mai 1971, le village indien est remplacé par l'attraction Country Bear Jamboree, la zone devient alors le land Bear Country, les canoës deviennent alors ceux de Davy Crockett et non plus ceux des indiens. Le land change de nom en 1988 pour Critter Country, mais l'attraction conserve son nom.
En 1998, pour des raisons financières l'attraction fut fermée (décision de Paul Pressler). Mais dès l'été 1999, Cynthia Harris (remplaçante de Pressler) annula la décision et fit rouvrir l'attraction.
L'emplacement de l'embarcadère a changé à plusieurs reprises depuis l'ouverture initiale dans les années 1950.
- Noms :
  - Indian War Canoes (4 juillet 1956-19 mai 1971[2])
  - Davy Crockett's Explorer Canoes (19 mai 1971)[1]
- Ouverture : 1956
  - Interruption : 3 octobre 1998 à juin 1999
- Localisation : (seulement des changements de noms)
  - Bear Country (1971-1988)
  - Critter Country (depuis 1988)
- Type d'attraction: balade fluviale en canoës

### Magic Kingdom
L'attraction ouvrit avec le parc, mais fut fermée en 1994 pour des raisons économiques. Malgré la réouverture de l'attraction en Californie en 1999, celle du Magic Kingdom resta fermée.
- Ouverture : 1er octobre 1971 (avec le parc)[1]
- Fermeture : 1994
- Localisation : Liberty Square
- Type d'attraction : balade fluviale en canoës

### Tokyo Disneyland
L'attraction ouvrit sous le nom de Davy Crockett Explorer Canoes au nord des Rivers of America dans une zone un peu délaissée de Westernland. Elle fut renommée Beaver Brothers Explorer Canoes à partir de 1992 avec la création du Critter Country et de l'ouverture de Splash Mountain.
- Noms :
  - Davy Crockett Explorer Canoes (1983-1992)
  - Beaver Brothers Explorer Canoes (depuis 1992)
- Ouverture : 15 avril 1983 (avec le parc)[1]
- Localisation :
  - Westernland (1983-1992)
  - Critter Country (depuis 1992)
- Type d'attraction : balade fluviale en canoës

### Disneyland Paris
- Nom : Indians Canoes
- Ouverture : 12 avril 1992 (avec le parc)[1]
- Fermeture : octobre 1994[2]
- Localisation : Frontierland
- Situation : 48° 52′ 13″ N, 2° 46′ 28″ E
- Type d'attraction : balade fluviale en canoës
- Attraction suivante :
  - Pocahontas Indian Village : une aire de jeu pour enfants

### Shanghai Disneyland
L'attraction n'est pas basée sur Davy Crockett.
- Nom : Explorer Canoes
- Ouverture : 16 juin 2016 (avec le parc)
- Localisation : Treasure Cove
- Situation : 31° 08′ 46″ N, 121° 39′ 28″ E
- Type d'attraction : balade fluviale en canoës

## Sources
- (en) Davy Crockett's Explorer Canoes sur Yesterland.com